# Un prêtre en 1839
Un prêtre en 1839 (Ein Priester im Jahre 1839) ist ein Schauerroman des französischen Schriftstellers Jules Verne (1828–1905), der um 1845 entstand, als Verne noch ein Teenager war, zu Lebzeiten des Autors jedoch unveröffentlicht blieb. Eine Buchausgabe erschien erstmals 1991 in Frankreich.

## Handlung
Am 12. März 1839 ereignet sich in der Kirche Saint-Nicolas ein schreckliches Unglück. Die Glocke stürzt herab und begräbt unter ihren Trümmern den Glöckner Joseph. Er war mit dem jungen Anwalt Jules Deguay aus Nantes befreundet, der bei der Katastrophe die Bürgerstochter Anna Deltour rettet. Zusammen mit seinem Freund Michel Randeau, der ein Verbrechen vermutet, nimmt Jules die Ermittlungen auf. Dabei stößt er auf seltsame Gestalten, wie die Hexe Abraxa und ihren Gehilfen Mordhomme, die den ehemaligen Priester Pierre Hervé, der aus einer armen Bauernfamilie stammt, unter ihren Einfluss gebracht haben.

## Bibliografie
- Jules Verne: Un prêtre en 1839. Le Cherche-Midi Éditeur. Postface de Christian Robin. 1992